# Public Image Ltd.
Public Image Ltd (também abreviada como PIL) é uma banda britânica pós-punk formada pelo cantor John Lydon, o guitarrista Keith Levene, o baixista Jah Wobble e o baterista Jim Walker. A formação da banda mudou muito ao longo do tempo; Lydon é o único membro constante.
Após sua saída dos Sex Pistols em janeiro de 1978, Lydon estava ansioso para prosseguir um projeto mais experimental "anti-rock" e formou o PiL. Naquele ano, o PIL lançou seu álbum de estreia, First Issue, criando um som abrasivo que se baseou no dub, noise, funk e disco. O segundo álbum do PIL, Metal Box (1979), expandiu ainda mais seu som para o avant-garde e é frequentemente considerado como um dos álbuns mais importantes do pós-punk.
Em 1984, tanto Levene quanto Wobble haviam partido e o grupo era efetivamente um veículo solo para Lydon, que se moveu em direção a um som mais acessível com o álbum comercialmente bem-sucedido This Is What You Want ... This Is What You Get (1984) e Album (1986). Depois de um hiato no final dos anos 1990, Lydon reformou o grupo em 2009 e lançou vários álbuns, mais recentemente What the World Needs Now... (2015).

## História
John Lydon (ex-Johnny Rotten) formou o PIL juntamente com o guitarrista Keith Levenne (ex-Clash), o baixista Jah Wooble e o baterista David Crowe. Em 1978 lançaram o compacto "Public Image" e logo depois o LP também chamado de Public Image. Então David Crowe saiu da banda e começou um rodízio de bateristas durante as gravações do próximo disco. 

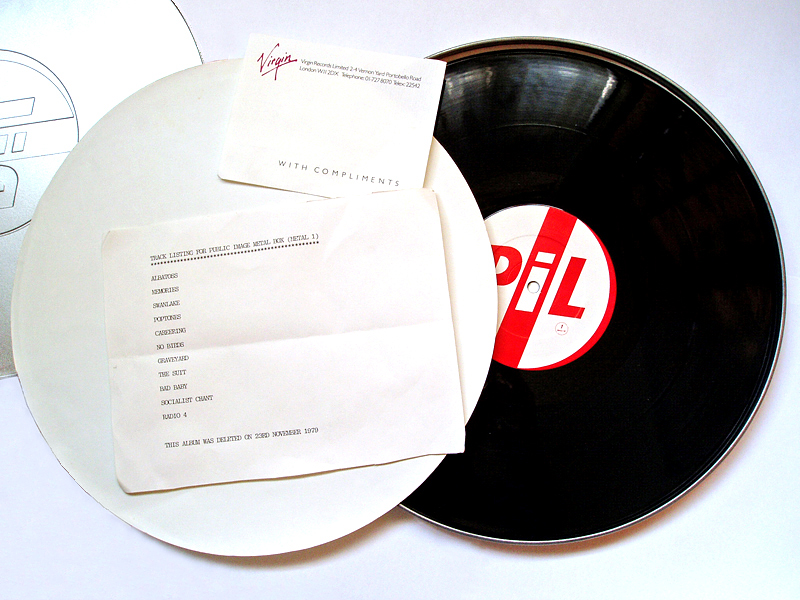
Edição original de Metal Box.

Em 1979 foi lançado o disco divisor de águas, Metal Box, disco triplo vendido numa caixa de metal de filmes. Após conflitos internos (a banda era extremamente preguiçosa e não ensaiava nem fazia shows regularmente), o baixista Jah Wooble saiu e deixou um vácuo para a banda. Após sua saída foi lançado em 1981 o disco Flowers of Romance, disco ácido e experimental. Então Keith Levenne também saiu da banda por conflitos com John.
Em 1984, gravaram This is What you Want... This is What you Get, apresentando um som mais comercial indo em direção à pop music e a dance music.
Em 1986, John reformulou o PIL e lançou o disco Album, Compact Disc ou Cassete dependendo do formato da mídia, do qual saiu seu maior sucesso, a canção "Rise".
O último álbum da banda That What is Not de 1992, incliu um sample da música do Sex Pistols "God Save the Queen" na qual a voz do então jovem Lydon canta as palavras, "No future, no future...". Lydon terminou com o grupo um ano depois, após a Virgin Records se recusar a financiar a turnê do álbum, que foi financiada pelo próprio Lydon.
A banda é precursora do pós-punk e mistura diferentes estilos como punk rock, new wave, música experimental, hip-hop entre outros.

## Discografia

### Álbuns de estúdio
- First Issue (1978, UK #22)
- Metal Box (1979, UK #18 - U.S. #171)
- Flowers of Romance (1981, UK #11 - U.S. #114)
- This is What you Want... This is What you Get (1984, UK #56)
- Album (1986, UK #14 - U.S. #115)
- Happy? (1987, UK #40 - U.S. #169)
- 9 (1989, UK #36 - U.S. #106)
- That What is Not (1992, UK #46)
- This is PiL (2012)
- What the World Needs Now... (2015)
- End of World (2023)

### Álbuns ao vivo e compilações
- Second Edition (reedição de Metal Box, 1979, UK #46)
- Paris au Printemps (Ao vivo, 1980, UK #61)
- Live in Tokyo (Ao vivo, 1983, UK #28)
- Commercial Zone (Pirata, 1983)
- The Greatest Hits, So Far (Coletânea, 1990, UK #20)
- Box (Box Set, 1990)
- Plastic Box (Box Set, 1999)
- Public Image/Second Edition (2003)
- 2009 (Recorded Live O2 Academy, Brixton, December 21st, 2009 (2009)
- Live At The Isle Of Wight Festival (2011)
- Public Image Limited ‎– Live At Rockpalast 1983 (2012)

### Singles
- "Public Image" (1978, UK #9)
- "Death Disco" (1979, UK #20)
- "Memories" (1979, UK #60)
- "Flowers of Romance" (1981, UK #24)
- "This Is Not a Love Song" (1983, UK #5)
- "Bad Life" (1984, UK #71)
- "Rise" (1986, UK #11)
- "Home" (1986, UK #75)
- "Seattle" (1987, UK #47)
- "The Body" (1987)
- "Disappointed" (1989, UK #38)
- "Warrior" (1989)
- "Don't Ask Me" (1990, UK #22)
- "Cruel" (1992, UK #49)